# 宇月颯
宇月 颯（うづき はやて、1985年4月17日 - ）は、日本の女優。元宝塚歌劇団月組の男役スター。
埼玉県熊谷市、深谷第一高等学校出身。身長168cm。愛称は「とし」。

## 来歴
2002年、宝塚音楽学校入学。
2004年、音楽学校卒業後、宝塚歌劇団に90期生として入団。入団時の成績は6番。雪組公演「スサノオ／タカラヅカ・グローリー!」で初舞台。その後、月組に配属。
キレのあるダンスで頭角を現し、2010年の「ジプシー男爵」で新人公演初主演。新人公演最終学年となる入団7年目のラストチャンスでの抜擢となった。
その後も演技・歌・ダンスと三拍子揃った男役として活躍したが、2018年5月6日、「カンパニー／BADDY」東京公演千秋楽をもって、宝塚歌劇団を退団。
退団後は舞台を中心に幅広く活動している。

## 宝塚歌劇団時代の主な舞台

### 初舞台
- 2004年4 - 7月、雪組『スサノオ』『タカラヅカ・グローリー!』[8]

### 月組時代
- 2005年2 - 5月、『エリザベート』 - 新人公演：黒天使
- 2005年7月、『Ernest in Love（アーネスト イン ラブ）』（梅田芸術劇場） - 召使い／農民
- 2005年9 - 12月、『JAZZYな妖精たち』 - 新人公演：警官（本役：星条海斗）『REVUE OF DREAMS』
- 2006年2 - 3月、『Young Bloods!!-Sparkling MOON-』（バウホール） - いい男隊／ホスト
- 2006年5 - 8月、『暁（あかつき）のローマ』 - 新人公演：プブリウス・カスカ（本役：明日海りお）『レ・ビジュー・ブリアン』
- 2006年10月、『あかねさす紫の花』 - 美鳥『レ・ビジュー・ブリアン』（全国ツアー）
- 2007年1 - 4月、『パリの空よりも高く』 - 新人公演：フレデリク（本役：綾月せり）『ファンシー・ダンス』
- 2007年5月、『ハロー!ダンシング』（バウホール）
- 2007年8 - 11月、『MAHOROBA』『マジシャンの憂鬱』 - 新人公演：コルネール（本役：青樹泉）
- 2008年1月、『ホフマン物語』（バウホール） - ニクラウス[注釈 1]／シュレーミル[注釈 2]／ヘルマン[注釈 3]
- 2008年3 - 7月、『ME AND MY GIRL』 - 新人公演：ジェラルド・ボリングボーク（本役：遼河はるひ）[注釈 4][8]
- 2008年9月、『グレート・ギャツビー』（日生劇場） - ディック
- 2008年11 - 2009年2月、『夢の浮橋』 - 新人公演：二の宮（本役：遼河はるひ）『Apasionado!!』
- 2009年3月、『SAUDADE（サウダージ）-Jにまつわる幾つかの所以-』（ドラマシティ・昭和女子大学人見記念講堂）
- 2009年5 - 8月、『エリザベート』 - 黒天使、新人公演：ルイジ・ルキーニ（本役：龍真咲）[8][7]
- 2009年10 - 12月、『ラスト プレイ』 - 新人公演：グラハム（本役：未沙のえる）『Heat on Beat!（ヒート オン ビート）』[8]
- 2010年2月、『HAMLET!!』（バウホール・日本青年館） - ホレーシオ
- 2010年4 - 7月、『THE SCARLET PIMPERNEL（スカーレット ピンパーネル）』 - エルトン、新人公演：マクシミリアン・ロベスピエール（本役：越乃リュウ）[8]
- 2010年9 - 11月、『ジプシー男爵-Der Zigeuner Baron-』 - タラフ、新人公演：シュテルク・バリンカイ（本役：霧矢大夢）『Rhapsodic Moon（ラプソディック・ムーン）』 新人公演初主演[6][2]
- 2011年1月、『Dancing Heroes!』（バウホール）
- 2011年3 - 5月、『バラの国の王子』 - 家臣（チーター）／家臣（男）『ONE』
- 2011年7 - 10月、『アルジェの男』 - ポール『Dance Romanesque（ダンス ロマネスク）』
- 2011年11 - 12月、『我が愛は山の彼方に』『Dance Romanesque（ダンス ロマネスク）』（全国ツアー）
- 2012年2 - 4月、『エドワード8世』 - フレッド・アステア『Misty Station』[8][5]
- 2012年6 - 9月、『ロミオとジュリエット』
- 2012年10 - 11月、『春の雪』（バウホール・日本青年館） - 飯沼茂之
- 2013年1 - 3月、『ベルサイユのばら-オスカルとアンドレ編-』 - アルマン／シャロン[注釈 5]
- 2013年5月、『ME AND MY GIRL』（梅田芸術劇場） - ボブ・バーキング
- 2013年7 - 10月、『ルパン-ARSÈNE LUPIN-』 - オックスフォード公エドモンド『Fantastic Energy!』
- 2013年11 - 12月、『JIN-仁-』 - 佐分利祐輔『Fantastic Energy!』（全国ツアー）
- 2014年1月、『New Wave!-月-』（バウホール） メインキャスト[9]
- 2014年3 - 6月、『宝塚をどり』『明日への指針 -センチュリー号の航海日誌-』 - イアン二等航海士『TAKARAZUKA 花詩集100!!』 - 花の紳士／蘭の男A
- 2014年7 - 8月、『宝塚をどり』『明日への指針-センチュリー号の航海日誌-』 - ルーカス『TAKARAZUKA 花詩集100!!』（博多座）
- 2014年9 - 12月、『PUCK（パック）』 - クインス『CRYSTAL TAKARAZUKA-イメージの結晶-』
- 2015年1 - 2月、『Bandito（バンディート）-義賊 サルヴァトーレ・ジュリアーノ-』（バウホール・日本青年館） - ヴィトー・ルーミア
- 2015年4 - 7月、『1789-バスティーユの恋人たち-』 - ジャック
- 2015年11 - 2016年2月、『舞音-MANON-』 - ディン・タイ・ソン『GOLDEN JAZZ』
- 2016年3 - 4月、『激情』 - レメンダート『Apasionado（アパショナード）!!III』（全国ツアー） 初エトワール[2]
- 2016年6 - 9月、『NOBUNAGA〈信長〉-下天の夢-』 - 浅井長政『Forever LOVE!!』[5]
- 2016年10月、『FALSTAFF』（バウホール） - ティボルト／客の男
- 2017年1 - 3月、『グランドホテル』 - 運転手『カルーセル輪舞曲（ロンド）』[5]
- 2017年4 - 5月、『瑠璃色の刻（とき）』（ドラマシティ・TBS赤坂ACTシアター） - テオドール／マクシミリアン・ロベスピエール
- 2017年7 - 10月、『All for One』 - アトス
- 2018年2 - 5月、『カンパニー-努力（レッスン）、情熱（パッション）、そして仲間たち（カンパニー）-』 - 阿久津仁『BADDY（バッディ）-悪党（ヤツ）は月からやって来る-』 - クール 退団公演[5][2]

### 出演イベント
- 2004年7月、TCAスペシャル・OGバージョン『ゴールデン・メモリーズ』[注釈 6]
- 2007年9月、TCAスペシャル2007『アロー!レビュー!』[注釈 7]
- 2008年3月、『ME AND MY GIRL』前夜祭
- 2008年5月、彩乃かなみミュージック・サロン『Singin' Lady K!』[10]
- 2010年12月、タカラヅカスペシャル2010『FOREVER TAKARAZUKA』
- 2011年12月、タカラヅカスペシャル2011『明日に架ける夢』
- 2012年3月、蒼乃夕妃ミュージック・サロン『VERY BEST OF ME』
- 2012年12月、タカラヅカスペシャル2012『ザ・スターズ!〜プレ・プレ・センテニアル〜』
- 2014年12月、タカラヅカスペシャル2014『Thank you for 100 years』
- 2015年9月、愛希れいかミュージック・パフォーマンス『Wonder of Love』[11]
- 2015年12月、タカラヅカスペシャル2015『New Century，Next Dream』
- 2016年12月、タカラヅカスペシャル2016『Music Succession to Next』
- 2017年11 - 12月、宇月颯ミュージック・パフォーマンス『MOON SKIP』 主演[12][1]
- 2017年12月、タカラヅカスペシャル2017『ジュテーム・レビュー-モン・パリ誕生90周年-』

## 宝塚歌劇団退団後の主な活動

### 舞台
- 2019年4 - 5月、『笑う男The Eternal Love-永遠の愛-』（日生劇場・御園座・新川文化ホール・梅田芸術劇場・北九州ソレイユホール） - フィービー[2][13]
- 2019年11月、『Live Airline』（俳優座） - 香澄[14]
- 2020年1月、『rumor〜オルレアンの噂〜』（赤坂RED／THEATER）[2]
- 2020年3月、『ブレイン・ストーム』（六行会ホール） - 香山さゆり[15]
- 2020年12月、『RUN FOR YOUR WIFE』（六行会ホール） - メアリー・スミス[16]
- 2021年4 - 5月、『エリザベート TAKARAZUKA25周年スペシャル・ガラ・コンサート』 - ルイジ・ルキーニ（梅田芸術劇場・東急シアターオーブ）[17]
- 2021年7月、『ル・シッド』（あうるすぽっと） - 王女[18]
- 2021年10月、『ODYSSEY』（博品館劇場）[19]
- 2022年2 - 3月、『笑う男The Eternal Love-永遠の愛-』（帝国劇場・梅田芸術劇場・博多座） - フィービー[20]
- 2022年5月、『SAMBA NIGHT 2022』（博品館劇場）[7]
- 2023年3 - 4月、『マリー・キュリー』（天王洲 銀河劇場・ドラマシティ）[21]
- 2023年5 - 6月、『2STEP』（日本青年館ホール・ドラマシティ）[22]
- 2023年8 - 9月、『TRACE U』（浅草九劇）[23]
- 2024年5 - 6月、『Ivory』（東京芸術劇場）[24]
- 2024年12月、『クリスマス・キャロル』（あうるすぽっと）[25][26]
- 2025年5月、リーディング『銀河鉄道の夜』（あうるすぽっと） - カムパネルラ[27]
- 2025年7月、『songs for a new world』（浅草九劇）[28]
- 2025年8月、『Judgment』（東京・R'sアートコート）[29]

### ライブ・コンサート
- 2020年2月、『紅-ing!!』（梅田芸術劇場・東京国際フォーラム）[30]
- 2022年7・11月、『CHARME＊LIEN』（森町文化会館・恵那文化センター）[31]
- 2022年10月、『ATRE＊AILE』（県民共済みらいホール）[32]
- 2022年12月、『九劇ミュージカル・コンサート Vol.1』（浅草九劇）[33]
- 2024年10月、『ALive Returns-Handsome Woman-』（日本青年館ホール）[34]

### イベント
- 2025年2月、AQUATAINMENT『蒼い星の物語』（川崎水族館）[35]

## 受賞歴
- 2017年、『阪急すみれ会パンジー賞』 - 助演賞[36]